# 亞速省

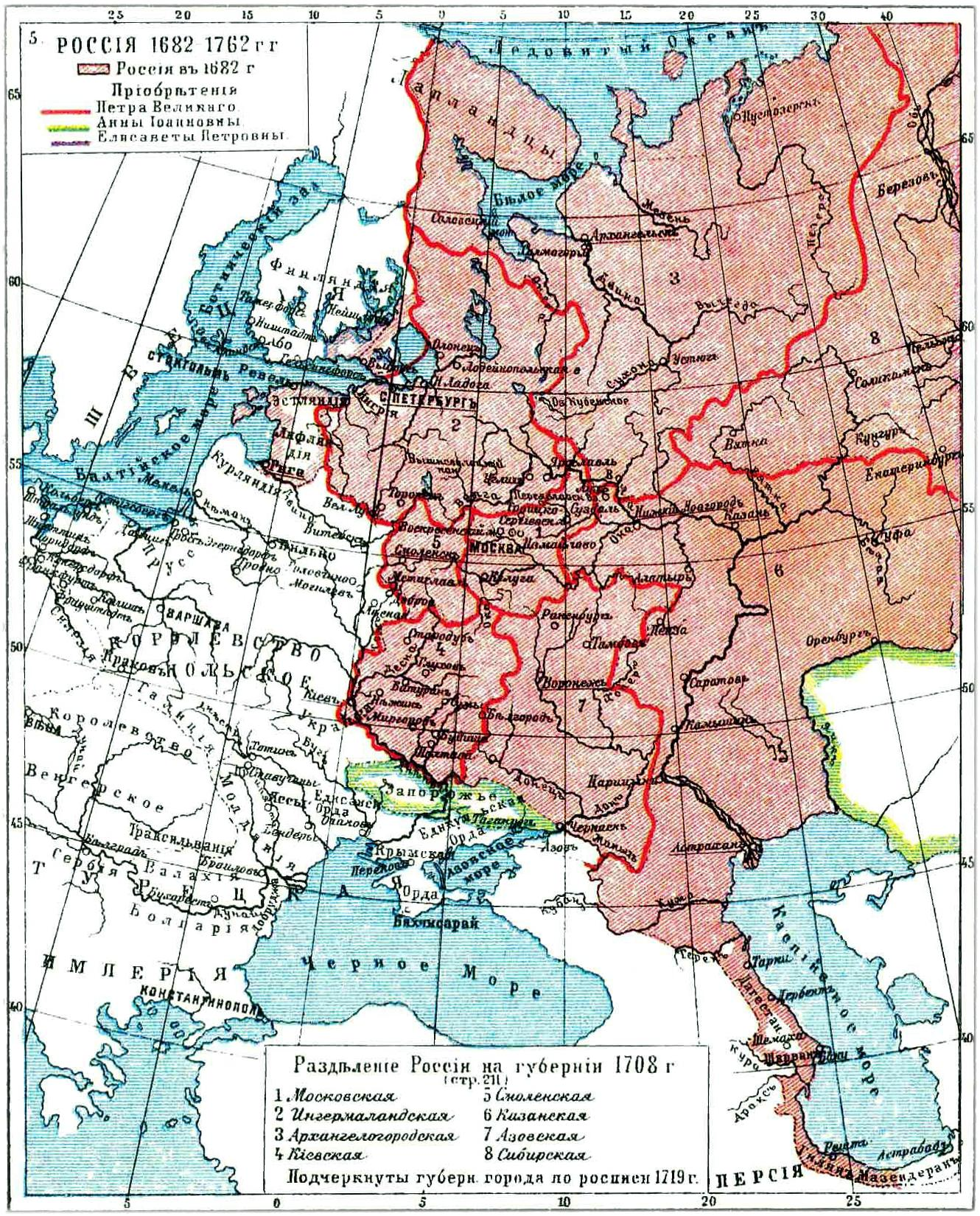
7號為亞速省。地圖上顯示的首府為沃羅涅日

亞速省（俄语：Азовская губерния）是沙俄和俄羅斯帝國（1721年起）當局在頓河流域的一個行政區劃。1708年12月18日由彼得大帝下令成立，是沙俄最早的八個省之一。首府亞速。
1711年亞速交還給鄂圖曼帝國，省府遷至沃羅涅日。1725年改為名沃羅涅日省。1775年重建，1784年被併入葉卡捷琳諾斯拉夫省。